# Санџак (административна јединица)
Санџак (тур. sancak — „застава”) је назив за подобласт или део вилајета, тј. једне од провинција Османског царства. 
Сам израз санџак је турска реч и значи „застава” или „барјак”. На арапском језику, санџак су називали и ливас (liwas). 

## Војни дистрикти
Санџаци су првобитно били основни делови Османског царства. 
Појавили су се средином 14. века као војни дистрикти Османског царства, који су били део Османског војно-феудалног система. 
Као додатак плаћеничкој професионалној војсци, Османска војска је имала корпусе коњице (познати као спахије) који су били служили у војној служби у замену за поседе које би им гарантовао Султан. 
Већи поседи су звали зајим (zaim или zeamet) а мањи тимар (timar). 
Спахије су у току рата биле под командом владара санџака у ком су живели, а предводио их је санџак-бег, владар тог санџака.

## Јединице другог степена
Са настајањем беглербеглука (касније ејалета и вилајета) у току касног 14. века, санџаци постају административне јединице другог степена. 
Нису сви санџаци били део неког пашалука. Неки санџаци који су настали на тек освојеним територијама су постојали независно, и тек је требало да се припоје неком пашалуку. 
Број санџака у Османском царству је доста варирао. Као последица Танзимат реформе из 1864. године, број се био попео чак на 400, мада их је углавном било око 150. 
Списак санџака (на просторима бивше Југославије):
- Дебарски санџак (14. век — 1912)
- Софијски санџак (1393—1878)
- Охридски санџак (1395—1864)
- Солунски Санџак (1430—1912)
- Призренски санџак (15. век — 1912)
- Нишки санџак (15. век — 1878)
- Пећки санџак (1455—1912)
- Крушевачки санџак (1455—1830)
- Вучитрнски санџак (1459—1864)
- Смедеревски санџак (1459—1817)
- Босански санџак (1463—1878)
- Херцеговачки санџак (1481—1833)
- Зворнички санџак (1478/1483 — 1878)
- Санџак Црне Горе (1514—1699)
- Пожешки санџак (1537—1699)
- Клишки санџак (1537—1878)
- Сремски санџак (1541—1699)
- Сегедински санџак (16. век — 1699)
- Скопски санџак (16. век —1913)
- Пакрачки санџак (1557—1691)
- Крчко-лички санџак (1580—1699)
- Бихаћки санџак (крај 16. века — 1878)
- Новопазарски санџак (1790—1817, 1865-1902)
- Приштински санџак (1864—1912)
- Травнички санџак (1867—1878)
- Бањалучки санџак (1867—1878)
- Мостарски санџак (1875—1877)
- Гатачки санџак (1875—1877)
- Пљеваљски санџак (1880—1912)
- Сјенички санџак (1902—1912)